# Aeroportul Andrés Miguel Salazar Marcano
Aeroportul Andrés Miguel Salazar Marcano (IATA: ICC, ICAO: SVIE) este un aeroport din Municipio Villalba⁠(d), Nueva Esparta, Venezuela ce deservește zona Isla de San Pedro de Coche⁠(d).
Situat la o altitudine de 3 m, aeroportul dispune de o singură pistă.